# Vysókaye
Vysókaye (bielorruso: Высо́кае; ruso: Высо́кое; ucraniano: Високе; polaco: Wysokie) es una ciudad subdistrital de Bielorrusia perteneciente al raión de Kámieniets en la provincia de Brest.
En 2017, la ciudad tenía una población de 5113 habitantes.
Se conoce la existencia de la localidad desde el siglo XIV, cuando se menciona en una visita del gran duque Gediminas. En 1494, Alejandro I Jagellón le otorgó el Derecho de Magdeburgo y su escudo de armas. En 1647 fue adquirida la ciudad por la casa noble Sapieha, que construyó aquí un castillo; dicho castillo se quemó en 1748 y los Sapieha se trasladaron a Slonim. Tras la partición de 1795 se integró en el Imperio ruso, que le retiró su estatus urbano. En 1921 se integró en la Segunda República Polaca, que le devolvió el estatus urbano. En 1939 pasó a pertenecer a la RSS de Bielorrusia.
Se ubica unos 20 km al oeste de la capital distrital Kámieniets y unos 30 km al norte de la capital provincial Brest, junto a la frontera con Polonia. Es la ciudad más occidental del país.